# Phare de la Potence
Le phare de la Potence, construit en 1874 au sud-est du Port des Sables-d'Olonne en Vendée, forme un alignement avec le feu du Remblai (46° 29′ 27″ N, 1° 46′ 26″ O)  situé sur la promenade au bord de la mer, permettant l'entrée du chenal en évitant les hauts-fonds, le Nouch et le Noura.

## Phare actuel
C'est une maison-phare en maçonnerie de pierres lisses avec couronnement et angles en pierres apparentes.
La tour carrée surmonte une maison qui abrite les bureaux de la Subdivision du Service des phares et balises des Sables-d'Olonne.
Il est automatisé depuis 1965 et ne se visite pas.